# 1396 en santé et médecine
| Années de la santé et de la médecine : 1393 - 1394 - 1395 - 1396 - 1397 - 1398 - 1399    |
| Décennies de la santé et de la médecine : 1360 - 1370 - 1380 - 1390 - 1400 - 1410 - 1420 |

Cet article présente les faits marquants de l'année 1396 en santé et médecine.

## Événements
- Les chirurgiens de Paris font d'importantes additions à leurs statuts : ils soumettent par exemple à examen le titre de bachelier, interdisent aux bacheliers de prendre des apprentis, et exigent des apprentis la connaissance du latin[1].
- Création à Valence, en Espagne, d'un hôpital destiné par Pere Bou, son fondateur, à l'accueil des « pauvres pêcheurs malades » (« pobres pescadores enfermos[2] »).
- Fondation d'une maison du Saint-Esprit à Abo, premier établissement de Finlande voué à l'accueil des malades mentaux[3].
- 1396-1397 : création d'un hôpital à Strasbourg, en Alsace, futur hôpital des bourgeois, puis hôpital civil[4],[5].
- Jeanne la Goutière, sage-femme parisienne, assiste la duchesse d'Orléans pour la naissance de Philippe à Asnières-sur-Oise[6].

## Publications
- Mansour ibn Ilyas, médecin persan, dédie son « Anatomie du corps » (Tashrih al-Badan) à Pir Muhammad ibn Omar Cheikh, sultan de Fars en Perse et petit-fils de Tamerlan[7],[8].
- Guillaume Yvoire, barbier chirurgien de Lyon, traduit la Chirurgia magna (« Grande chirurgie ») de Lanfranc de Milan[9].
- Vers 1396 : Bernat Metge, écrivain humaniste catalan, issu d'une famille de médecins[10] de Barcelone, publie sa Medicina apropiada a tot mal (« Médecine appropriée à toutes les maladies »), poème parodique sur la pharmacopée[11].

## Décès
- Jacquemette Peguilliote (date de naissance inconnue), sage-femme au service des comtes de Savoie à Chambéry[6].
- Thomas de Voyenne (date de naissance inconnue), maître ès arts et maître en médecine, meurt en Bulgarie où il a suivi le comte de Nevers, Jean sans Peur, à la croisade de Nicopolis[12].